# Will Lee (bassiste)
Pour les articles homonymes, voir Will Lee et Lee.
Will Lee, alias William Franklin Lee IV, est un musicien et bassiste américain né le 8 septembre 1952 à San Antonio (Texas). Il est surtout connu pour sa participation régulière à l'émission Late Show with David Letterman diffusée sur CBS, en tant que membre du CBS Orchestra.
Il a enregistré et/ou fait des tournées avec de nombreux artistes tels que Bette Midler, The Brecker Brothers, Bob Berg (Short stories) Chaka Khan, Barry Manilow, Tatsuro Yamashita, Mariah Carey, Carly Simon, George Benson, Bob Mintzer, Steely Dan, Donald Fagen, B. B. King, Cat Stevens, Michael Bolton, Ringo Starr, Gloria Estefan & the Miami Sound Machine, Cyndi Lauper, James Brown, Cher, Al Green, Billy Joel, Liza Minnelli, Frank Sinatra, Carl Perkins, Ace Frehley de Kiss, Barbra Streisand, Diana Ross, David Sanborn, Spyro Gyra, Ricky Martin, Natalie Cole, Roy Buchanan, Hiram Bullock, Akiko Yano

## Matériel
Will Lee joue essentiellement sur des basses Sadowsky 4 cordes, inspirées de la Fender Jazz Bass. Sur ces basses, la corde de Mi est équipée d'un système HipShot D-Tuner permettant de passer son accordage de Mi à Ré en actionnant un levier. Will Lee utilise par ailleurs un amplificateur de marque Hartke.

## Discographie

### Albums solo
En tant qu'artiste solo, Will Lee a publié à ce jour les albums suivants :
- OH! (1993)
- Birdhouse (2006)
- Love, Gratitude and Other Distractions (2013)[4]

### Participations en tant que sideman
- Alessi Brothers
  - All for a reason (1978)

- Peter Allen
  - I could have been a sailor (1979)

- Marc Antoine
  - Universal language (2000)

- Tina Arena
  - The flame (2000)

- Joan Armatrading
  - Me myself I (1980)

- Patti Austin
  - End of a Rainbow (CTI, 1976)
  - Havana Candy (CTI, 1977)
  - Live at the Bottom Line (CTI, 1978)

- Gato Barbieri
  - The Shadow of the Cat (2002)

- Joe Beck
  - Beck (Kudu, 1975)

- George Benson
  - In Concert-Carnegie Hall (CTI, 1975)
  - Benson & Farrell avec Joe Farrell (CTI, 1976)

- Michael Bolton
  - The Hunger (1987)

- The Brecker Brothers
  - The Brecker Bros. (Arista, 1975)
  - Back to Back (Arista, 1976)
  - Don’t Stop the Music (Arista, 1977)
  - Return of the Brecker Brothers (GRP, 1992)

- Dan Brenner
  - Little Dark Angel (2011)

- James Brown
  - Dead on the Heavy Funk (1975–1983)

- Roy Buchanan
  - A Street Called Straight (1976)
  - Loading Zone (1977)

- Hiram Bullock
  - From All Sides (Atlantic, 1986)
  - Give It What U Got (Atlantic, 1987)
  - Way Kool (Atlantic, 1992)
  - World of Collision (Big World, 1994)
  - Manny's Car Wash (Big World, 1996)
  - First Class Vagabond (JVC Victor, 2000)
  - Color Me (Via, 2001)
  - Best of Hiram Bullock (WEA, 2002)
  - Try Livin' It (EFA, 2003)
  - Guitarman (JVC Victor, JVC Victor)
  - Too Funky 2 Ignore (BHM, 2006)

- Gary Burton
  - Reunion (GRP, 1990)
  - Cool Nights (GRP, 1991)
  - Six Pack (GRP, 1992)

- Mariah Carey
  - Emotions (Columbia, 1991)

- D'Angelo
  - Brown Sugar

- Art Farmer
  - Crawl Space (CTI, 1977)
  - Yama avec Joe Henderson (CTI, 1979)

- Ace Frehley
  - Ace Frehley (Casablanca, 1978)

- Chaka Khan
  - Chaka (Atlantic, 1978)
  - Chaka Khan (Warner Bros., 1982)

- Yusef Lateef
  - In a Temple Garden (CTI, 1979)

- Fred Lipsius
  - Better Believe It (mja Records, 1996)

- Herbie Mann
  - Waterbed (Atlantic, 1975)

- Meco (Domenico Monardo)
  - Star Wars and Other Galactic Funk (Millennium Records, 1977)

- Lalo Schifrin
  - Towering Toccata (CTI, 1976)

- Don Sebesky
  - The Rape of El Morro (CTI, 1975)

- Spyro Gyra
  - Morning Dance (1979)
  - Catching the Sun (1980)
  - Carnaval (1980)
  - Free Time (1981)
  - Incognito (1982)

- Mike Stern
  - is what it is (Atlantic, 1994)
  - These Times (ESC, 2004)
  - All Over the Place (Heads Up, 2012)

## Vie privée
Will Lee est marié à la photographe française Sandrine Lee. Le couple vit à New York.